# Championnats du monde de cyclisme sur piste 1962
Navigation
Zurich 1961 Rocourt 1963
Les championnats du monde de cyclisme sur piste 1962 se sont déroulés à Milan, en Italie. Au total, neuf épreuves ont été disputées : sept par les hommes (trois pour les professionnels et quatre pour les amateurs) et deux par les femmes. À l'occasion de ces championnats apparaît pour la première fois l'épreuve de poursuite par équipes ouverte aux amateurs.

## Histoire
Le programme de compétition a été élargi avec l'apparition de la poursuite par équipes, portant le total à neuf disciplines. Le premier quatuor champion du monde est l'équipe allemande, entraînée par Karl Ziegler. Lors de la cérémonie de remise des prix, les quatre athlètes allemands ne devaient initialement pas recevoir de maillots arc-en-ciel, car ils ne sont pas destinés aux équipes, mais ils en ont pourtant bien reçus. « Une telle chose est autorisée uniquement avec les Allemands », a écrit le journal Radsport.
Les championnats du monde se sont déroulés sans athlètes de la « Zone ». Pour protester contre la construction du Mur de Berlin l'année précédente, le gouvernement italien leur a refusé des visas. Pour la même raison, les athlètes d’Allemagne de l'Est se sont déjà vu refuser la participation aux championnats du monde de ski alpin de Chamonix et aux championnats du monde de hockey sur glace à Colorado Springs.
Bien que, pour la cinquième fois, les femmes participent aux championnats du monde, Radsport n’a pratiquement pas parlé de leur course. Au lieu de cela, le journaliste Gerd Rensmann a écrit : « Il y a eu moins de rire que prévu dans les compétitions féminines, qui, bien sûr, trouvent peu de faveur dans un pays aussi patriarcal que l'Italie. »

## Résultats

### Hommes

#### Podiums professionnels
| Compétition            | Or                        | Argent                 | Bronze                 |
| ---------------------- | ------------------------- | ---------------------- | ---------------------- |
| Vitesse individuelle   | Antonio Maspes Italie     | Sante Gaiardoni Italie | Oscar Plattner Suisse  |
| Poursuite individuelle | Henk Nijdam Pays-Bas      | Leandro Faggin Italie  | Peter Post Pays-Bas    |
| Demi-fond              | Guillermo Timoner Espagne | Paul Depaepe Belgique  | Leo Wickihalder Suisse |

#### Podiums amateurs
| Compétition            | Or                                                                           | Argent                                                              | Bronze                                                                             |
| ---------------------- | ---------------------------------------------------------------------------- | ------------------------------------------------------------------- | ---------------------------------------------------------------------------------- |
| Vitesse individuelle   | Sergio Bianchetto Italie                                                     | Giuseppe Beghetto Italie                                            | Pierre Trentin France                                                              |
| Poursuite individuelle | Kaj Jensen Danemark                                                          | Herman Van Loo Belgique                                             | Jaap Oudkerk Pays-Bas                                                              |
| Poursuite par équipes  | Allemagne de l'Ouest Ehrenfried Rudolph Bernd Rohr Klaus May Lothar Claesges | Danemark Deut Hansen Preben Isaksson Kaj Erik Jensen Kurt Vid-Stein | Union soviétique Arnold Belgardt Leonid Kolumbet Stanislav Moskvine Viktor Romanov |
| Demi-fond              | Romain De Loof Belgique                                                      | Hans Lauppi Suisse                                                  | Christian Giscos France                                                            |

### Femmes
| Compétition            | Or                                | Argent                             | Bronze                              |
| ---------------------- | --------------------------------- | ---------------------------------- | ----------------------------------- |
| Vitesse individuelle   | Valentina Savina Union soviétique | Irina Kiritchenko Union soviétique | Jean Dunn Royaume-Uni               |
| Poursuite individuelle | Beryl Burton Royaume-Uni          | Yvonne Reynders Belgique           | Lidiya Tikhomirova Union soviétique |

## Tableau des médailles
| Rang | Nation               | Or | Argent | Bronze | Total |
| ---- | -------------------- | -- | ------ | ------ | ----- |
| 1    | Italie               | 2  | 3      | 0      | 5     |
| 2    | Belgique             | 1  | 3      | 0      | 4     |
| 3    | Union soviétique     | 1  | 1      | 2      | 4     |
| 4    | Danemark             | 1  | 1      | 0      | 2     |
| 5    | Pays-Bas             | 1  | 0      | 2      | 3     |
| 6    | Royaume-Uni          | 1  | 0      | 1      | 2     |
| 7    | Espagne              | 1  | 0      | 0      | 1     |
| 7    | Allemagne de l'Ouest | 1  | 0      | 0      | 1     |
| 9    | Suisse               | 0  | 1      | 2      | 3     |
| 10   | France               | 0  | 0      | 2      | 2     |
|      | TOTAL                | 9  | 9      | 9      | 27    |